# Естаод (Долина Аосте)
Естаод је насеље у Италији у округу Долина Аосте, региону Долина Аосте.
Према процени из 2011. у насељу је живело 211 становника. Насеље се налази на надморској висини од 643 м.